# La puñalada (novela)
La puñalada, originalmente escrita en catalán como La punyalada, es una obra literaria escrita por Marià Vayreda entre 1903 y 1904 que fue publicada en fascículos a lo largo de estos dos años, hasta más tarde de su muerte. Ha sido catalogada como una de las novelas más relevantes del realismo catalán y un punto álgido en la narrativa realista del siglo XX.

## Redacción y publicación
Se trata de una novela publicada en fascículos, que por lo tanto era escrita mientras se publicaba, entre 1903 y 1904. El autor murió en 1903 así que no pudo revisar su obra ni editarla como un conjunto. Por ello se han hecho multitud de ediciones contando entre las más importantes la de la editorial Proa en la que Antònia Tayadella hizo una labor de reconstrucción. El público de su época recibió con gran entusiasmo esta obra, que rechazaba por completo el modelo modernista que se estaba implantando entonces y que muchos autores realistas empezaron a adoptar en sus novelas (como por ejemplo Narcís Oller en Pilar Prim).

## Argumento
El libro empieza con la recuperación de las memorias de un hombre llamado Albert, que escribió su biografía en un diario. Lo que sigue es la historia de Albert en su juventud. La novela se ubica en los alrededores de Sant Aniol d'Aguja, una ermita muy pequeña de La Garrocha, alrededor de 1900. El joven Albert crece al lado de Ivo -al que apodan l'Esparver (Gavilán en castellano)-, un joven fuerte y de carácter rudo y grosero. A medida que van creciendo, l'Esparver se siente más autoritario sobre Albert. Este pocas veces rechista, y cuando lo hace es inmediatamente amenazado. A pesar de todo su relación sigue, hasta que cierto día Ivo baila en la reunión de Sant Aniol con Coralí, la joven que le gusta a Albert. Por eso hay una disputa entre los dos amigos, que termina con una pelea, en la que Albert gana. Coralí ayuda a Albert y promete casarse con él. 
Más tarde l'Esparver se reúne con unos bandoleros de la zona y se une a ellos. Unas cuantas noches más tarde, l'Esparver vuelve a Sant Aniol quemando el molino de Albert y raptando a Coralí. De aquí en adelante, la novela se centra en la búsqueda de los bandoleros y la recuperación de la prometida de Albert por medio de los voluntarios del valle de Bassegoda y las cercanías.

## Influencias y análisis
Mariàn Vayreda centra el realismo de la obra en el ámbito descriptivo del libro en los entornos de Sant Aniol d'Aguja, Bassegoda y La Garrocha en general, que es la zona donde se crio el autor. También la característica más naturalista se presenta en esta obra: una descripción y ambientación de la pobreza y la clase social baja y rural de la zona, así como un claro determinismo a la hora de escoger el destino de sus personajes. Su novela por lo tanto, es del más estricto estilo realista naturalista. Respecto a sus influencias hay que nombrar el nihilismo y situación de desamparo que entonces se creía que vivía el hombre, acercando los hechos de la novela a un marcado pesimismo y una visión oscura. 
En los aspectos formales, el autor usa un lenguaje autóctono, es de admirar reencontrar el catalán comarcal usado a finales del siglo XIX, muchas de cuyas palabras siguen usándose actualmente en la comarca de la Garrotxa. Gracias a la novela conservamos muchas frases hechas específicas de esos pueblos. 
También es muy importante cómo muestra el ambiente de contrabandistas y bandoleros que dominaba esa comarca del prepirineo catalán. El autor, combatiente de la guerra carlista, lo conocía de cerca. Es magistral el uso de la toponimia de las montañas, que también conoce por ser de allí y por haber tenido esa experiencia de guerra. 